# 傑斐遜島
傑斐遜島是俄羅斯的島嶼，屬於法蘭士約瑟夫地群島的一部分，由阿爾漢格爾斯克州負責管轄，位於南森島以西南面的巴倫支海，最高點海拔高度102米。